# Adelaide Casely-Hayford
Adelaide Casely-Hayford, MBE (nhũ danh Smith; 27 tháng 6 năm 1868 - 16 tháng 1 năm 1960), là một luật sư biện hộ người Sierra Leone Creole, một nhà hoạt động chủ nghĩa dân tộc văn hóa, nhà giáo dục, nhà văn truyện ngắn và là người ủng hộ phong trào đòi bình quyền cho phụ nữ (nữ quyền). Bà thành lập một trường dành cho nữ sinh năm 1923 nhằm khơi dậy niềm tự hào về văn hóa và chủng tộc trong những năm tháng thuộc địa dưới sự cai trị của đế quốc Anh. Để thúc đẩy bảo tồn bản sắc dân tộc và di sản văn hóa của Sierra Leone, năm 1925, bà đã mặc trang phục truyền thống châu Phi đến tham dự tiệc tôn vinh Thân vương xứ Wales, nơi bà tạo nên một  ấn tượng lớn.

## Đầu đời và giáo dục
Adelaide Smith sinh ra vào ngày 27 tháng 6 năm 1868 tại Freetown, British Sierra Leone, cha bà là người lai (William Smith Jr, người Anh và dòng dõi hoàng gia Fanti) từ Gold Coast và còn mẹ Creole, Anne Spilsbury, người Anh, người Jamaica Maroon và tổ tiên người châu Phi Sierra Leone Liberated African. Adelaide là con út thứ hai trong gia đình 7 người con. Bà và các chị gái cùng lớn lên chủ yếu tại Anh, nơi cha bà đã nghỉ hưu vào năm 1872 với  mức lương hưu 666 bảng Anh. Bà theo học trường Jersey Ladies 'College (nay là Jersey College for Girls).
Vào năm 17 tuổi, Smith đã đến Stuttgart, Đức, để học âm nhạc tại Nhạc viện Stuttgart. Bà trở về Anh, cùng với một chị gái, bà mở một nhà trọ cho những cử nhân châu Phi đang sống tại đây với tư cách là sinh viên hoặc công nhân.